# كيفن هوبر
كيفن هوبر (بالإنجليزية: Kevin Huber)‏ (و. 1985  م) هو لاعب كرة قدم أمريكية، من الولايات المتحدة، ولد في سينسيناتي، أوهايو، يلعب كراكل ‏.

## التعليم
تعلم في ثانوية رئيس الأساقفة مكنيكولاس.

## روابط خارجية
- كيفن هوبر على موقع مرجع كرة القدم المحترفة.كوم (الإنجليزية)
- كيفن هوبر على موقع كلية كرة القدم في سبورتس رفرنس.كوم (الإنجليزية)